# أق براز (تشهاردانغة)
أق براز (بالفارسية: آق‌براز) هي منطقة سكنية تقع في إيران في قسم تشهاردانغة الریفي. يقدر عدد سكانها بـ 740 نسمة.